# Sanda Toma (piragüista)
Sanda Toma (Periş, 17 de marzo de 1970) es una deportista rumana que compitió en piragüismo en la modalidad de aguas tranquilas.
Participó en tres Juegos Olímpicos de Verano entre los años 1992 y 2000, obteniendo una medalla de bronce en la edición de Sídney 2000 en la prueba de K4 500 m. Ganó una medalla en el Campeonato Mundial de Piragüismo de 1993, y cinco medallas en el Campeonato Europeo de Piragüismo en los años 1997 y 1999.

## Palmarés internacional
| Juegos Olímpicos   | Juegos Olímpicos       | Juegos Olímpicos  | Juegos Olímpicos |
| Año                | Lugar                  | Medalla           | Evento           |
| ------------------ | ---------------------- | ----------------- | ---------------- |
| 2000               | Sídney (Australia)     | Medalla de bronce | K4 500 m         |
| Campeonato Mundial |                        |                   |                  |
| Año                | Lugar                  | Medalla           | Evento           |
| 1993               | Copenhague (Dinamarca) | Medalla de bronce | K2 5000 m        |
| Campeonato Europeo |                        |                   |                  |
| Año                | Lugar                  | Medalla           | Evento           |
| 1997               | Plovdiv (Bulgaria)     | Medalla de plata  | K2 500 m         |
| 1997               | Plovdiv (Bulgaria)     | Medalla de bronce | K2 1000 m        |
| 1997               | Plovdiv (Bulgaria)     | Medalla de oro    | K4 200 m         |
| 1997               | Plovdiv (Bulgaria)     | Medalla de oro    | K4 500 m         |
| 1999               | Zagreb (Croacia)       | Medalla de bronce | K2 1000 m        |